# Bisdom Santa Rosa in Californië

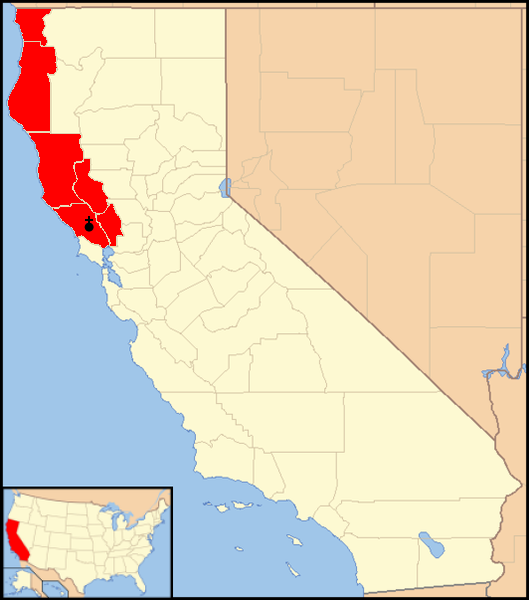
Het bisdom Santa Rosa (rood) binnen de staat Californië

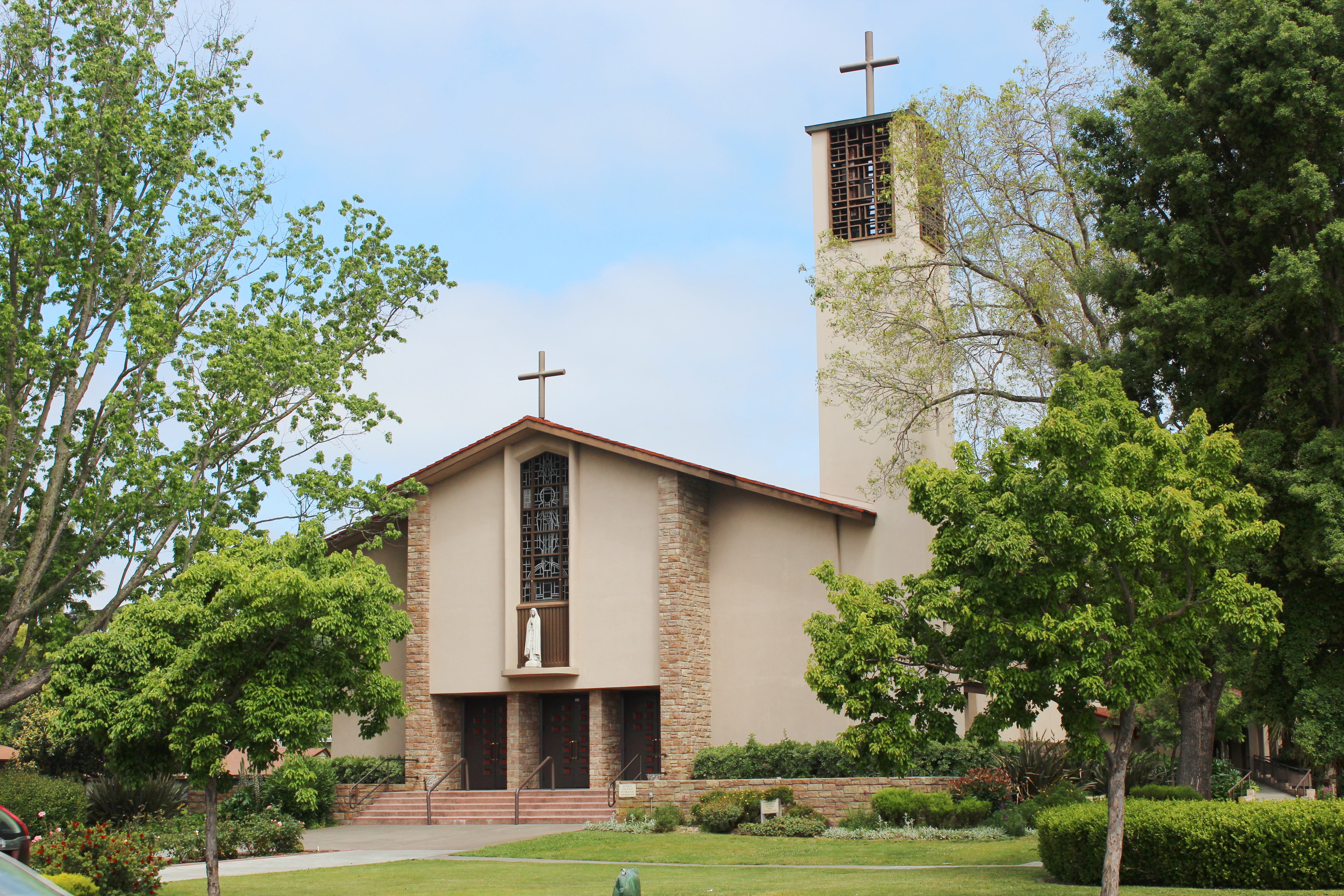
De Sint-Eugeniuskathedraal van Santa Rosa

Het bisdom Santa Rosa in Californië (Latijn: Dioecesis Sanctae Rosae in California) is een rooms-katholiek bisdom met als zetel Santa Rosa in Californië. Het is een suffragaan bisdom van het aartsbisdom San Francisco. Het bisdom werd opgericht in 1962.
In 2020 telde het bisdom 40 parochies. Het bisdom heeft een oppervlakte van 30.320 km² en omvat de county's Sonoma, Napa, Mendocino, Lake, Humboldt en Del Norte. Het bisdom telde in 2020 980.906 inwoners waarvan 20% rooms-katholiek was.

## Geschiedenis
In 1823 werd de missiepost San Francisco Solano gesticht in Sonoma door pater Jose Altamira. In 1828 werd de eerst mis gevierd door pater Juan Amoros in het huidige Santa Rosa. Parochies of missieposten werden gesticht in Petaluma (1857), Eureka (1858), Napa (1859), Bodega (1861), Mendocino (1864), St. Helena (1865), Loleta (1868), Crescent City (1869), Kelseyville (1870) en Lakeport (1871). Door de groeiende katholieke bevolking werd in 1962 het bisdom Santa Rosa opgericht uit delen van het bisdom Sacramento en van het aartsbisdom San Francisco. In 2002 vierde het bisdom 400 jaar katholieke aanwezigheid in Californië.

## Bisschoppen
- Leo Thomas Maher (1962-1969)
- Mark Joseph Hurley (1969-1986)
- John Thomas Steinbock (1987-1991)
- George Patrick Ziemann (1992-1999)
- Daniel Francis Walsh (2000-2011)
- Robert Francis Vasa (2011-)